# Adhémar Deneir
Adhémar Deneir (Meulebeke, 12 januari 1935 - Nazareth, 27 februari 1996) was een Belgisch volksvertegenwoordiger en senator.

## Levensloop
Deneir begon zijn politieke activiteiten als secretaris van minister Placide De Paepe en nam Deinze als zijn politieke thuisbasis. Hij werd in 1971 voor de CVP verkozen tot lid van de Kamer van volksvertegenwoordigers voor het arrondissement Gent-Eeklo en vervulde dit mandaat tot in oktober 1985. Vanaf die laatste datum en tot in oktober 1991 was hij lid van de Senaat als rechtstreeks verkozen senator voor hetzelfde arrondissement.
In de periode december 1971-oktober 1980 zetelde hij als gevolg van het toen bestaande dubbelmandaat ook in de Cultuurraad voor de Nederlandse Cultuurgemeenschap, die op 7 december 1971 werd geïnstalleerd. Vanaf 21 oktober 1980 tot november 1991 was hij lid van de Vlaamse Raad, de opvolger van de Cultuurraad en de voorloper van het huidige Vlaams Parlement.
Hij was een van de tien dodelijke slachtoffers tijdens een van de grootste kettingbotsingen die ooit op de Belgische wegen plaatsvond, de 27ste februari 1996 op de E17 in Nazareth.